# Itapé (Paraguay)
Itapé è un centro abitato del Paraguay, situato nel Dipartimento di Guairá, a 191 km di distanza dalla capitale del paese, Asunción. Forma  uno dei 17 distretti in cui è diviso il dipartimento.

## Popolazione
Al censimento del 2002 la località contava una popolazione urbana di 1.624 abitanti (6.728 nel distretto).

## Caratteristiche
Fondata nel 1672 dai frati francescani, Itapé conserva la struttura di un villaggio coloniale spagnolo del XVII secolo. Le principali attività economiche sono l'agricoltura e l'allevamento.